# California State University, Los Angeles

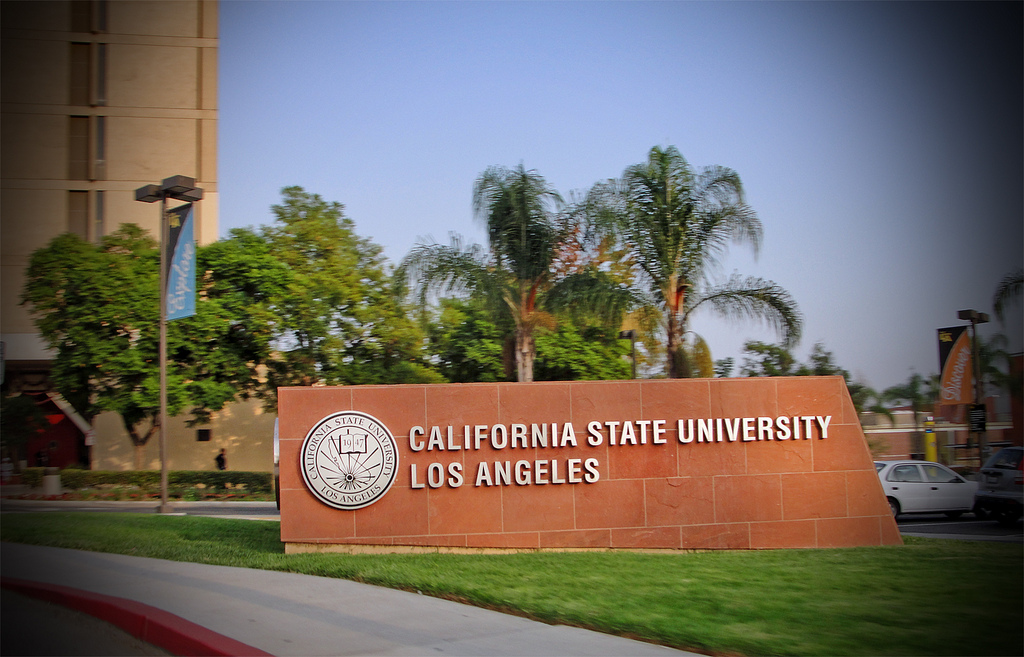
Schild am Eingang

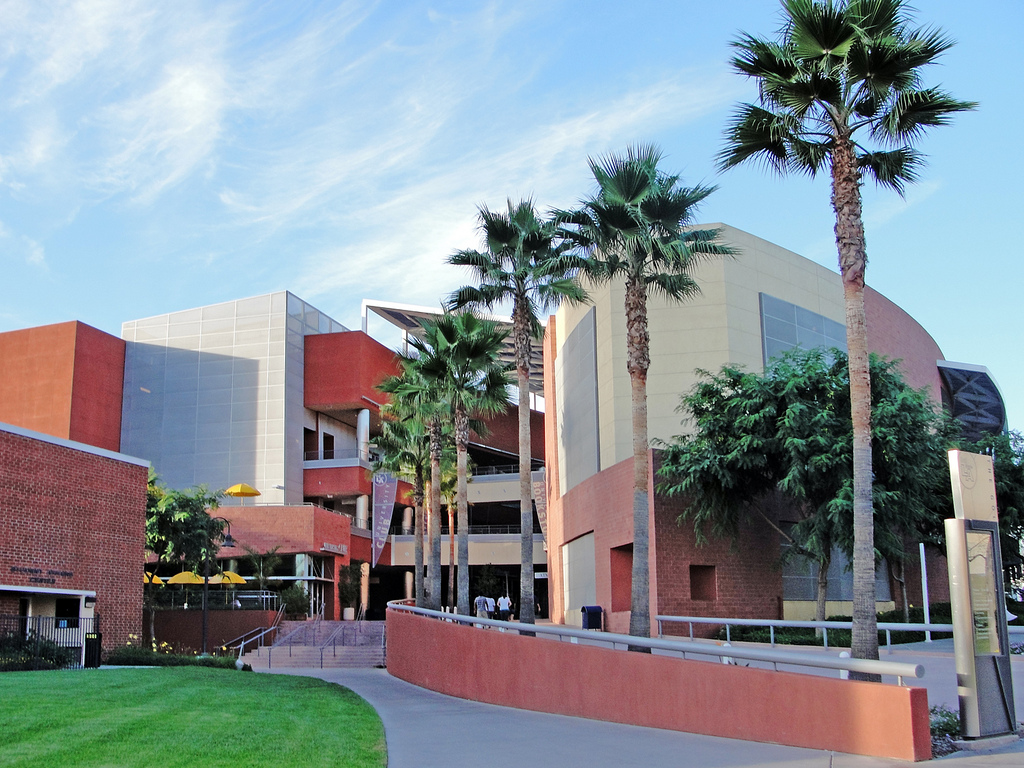
Ein Gebäude der Universität

Die California State University, Los Angeles (auch Cal State L.A. oder CSULA genannt) ist eine staatliche Universität in Los Angeles im US-Bundesstaat Kalifornien. An der Hochschule sind ca. 26.000 Studenten (Stand: Herbst 2020) eingeschrieben.

## Geschichte
Die CSULA wurde 1947 als Los Angeles State College gegründet. Sie wurde 1964 in California State College at Los Angeles umbenannt. Ihren heutigen Namen erhielt sie 1972, als sie Teil des California-State-University-Systems wurde.

## Sport
Die Sportteams der CSULA sind die Golden Eagles. Die Hochschule ist Mitglied in der California Collegiate Athletic Association.

## Bekannte Absolventen
Zu den CSULA Alumni gehören weltbekannte Schauspieler, Sportler, Politiker und Wissenschaftler:
- Alice Bag, Sängerin und Autorin
- Octavia Butler, Science-Fiction-Autorin
- Samuel T. Durrance, US-amerikanischer Astrophysiker
- Sam Elliott, US-amerikanischer Schauspieler und Fernsehproduzent
- Billie Jean King, Tennisspielerin
- Rosario Marin, US-amerikanische Regierungsbeamtin
- Edward James Olmos, US-amerikanischer Schauspieler
- Alfonso Ribeiro, US-amerikanischer Schauspieler, Tänzer und Sänger
- Mal Whitfield, US-amerikanischer Sprinter und Mittelstreckenläufer, Olympiasieger 1948 und 1952

## Technische Wettbewerbe
Das 1953 als Department of Engineering gegründete heutige College of Engineering, Computer Science and Technology (ECST) wurde 2001 gegründet. Das ECST wurde von der NASA finanziert, um die Luft- und Raumfahrttechnologie und die Weltraumforschung voranzutreiben. Das NASA University Research Center der Cal State LA ist das einzige seiner Art im Staat Kalifornien. Ziel des Programms ist die Entwicklung und der Bau eines segmentierten Reflektorprüfstandes. Im Juni 2001 wurde das College of Engineering and Technology um den Fachbereich Informatik erweitert und offiziell zum College of Engineering, Computer Science, and Technology.
Das College of Engineering, Computer Science, and Technology der Cal State LA ist in fünf Abteilungen unterteilt: Bauingenieurwesen, Informatik, Elektrotechnik und Computertechnik, Maschinenbau und Technologie. Gemeinsam bieten diese Abteilungen 12 Studiengänge, vier Graduiertenprogramme und zwei Lehramtsstudiengänge in Zusammenarbeit mit dem Charter College of Education an.

### Solar Eagle
Die Hochschule hat mit ihren fortschrittlichen Fahrzeugen internationale Anerkennung erlangt. Das Team Solar Eagle der Cal State LA hat drei Fahrzeuge gebaut, die an Solarauto-Rennen in den Vereinigten Staaten und Australien teilgenommen und 1997 die nationale Meisterschaft bei der American Solar Challenge gewonnen haben. Der Sieger von 1997, der Solar Eagle III, war der erste und einzige Hot Wheels Nachbau eines von Studenten gebauten Fahrzeugs. Der Solar Eagle II ist in der California

### EcoCar-Wettbewerbe
Im April 2011 wurde die Cal State LA für die Teilnahme an dem dreijährigen AVTC „EcoCAR2: Plugging into the Future“-Wettbewerb ausgewählt, der vom Argonne National Laboratory geleitet und vom US-Energieministerium und General Motors gesponsert wird. EcoCAR2 stellt 15 Universitäten vor die Aufgabe, einen Chevrolet Malibu in einen Plug-in-Hybrid umzubauen und dabei die Sicherheit und die Akzeptanz beim Verbraucher zu gewährleisten. Die Universität hat sich im Rahmen des Wettbewerbs für eine „Parallel-through-the-Road“-Architektur entschieden. Der Wettbewerb ist eine Zusammenarbeit zwischen dem College of Engineering, Computer Science and Technology und dem College of Business and Economics, wobei das College of Engineering für den Entwurf und die Implementierung der Fahrzeugsysteme zuständig ist und das College of Business für die Budgetierung, die Mittelbeschaffung und die Werbung für das Programm. Im Mai 2013 belegte das EcoCAR 2-Team der Cal State LA den zweiten Platz im zweiten Jahr des „EcoCAR 2: Plugging In to the Future“, einem Hochschulwettbewerb für Ingenieure. Die Cal State LA nimmt weiterhin an den AVTCs teil und beteiligt sich an der neuen Wettbewerbsserie EcoCAR3 von General Motors. Dabei handelt es sich um einen vierjährigen Wettbewerb, bei dem 16 Universitäten in ganz Nordamerika einen 2016er Chevy Camaro zur Verfügung gestellt bekommen und sich darauf konzentrieren, dieses herkömmliche Fahrzeug mit fossilen Brennstoffen in ein Plug-in-Hybrid-Elektrofahrzeug umzuwandeln. Das Team der Cal State LA hat sich auf die Entwicklung einer parallelen Architektur nach dem Getriebe für ihr Fahrzeug konzentriert. Darüber hinaus hat das Team beschlossen, von der üblichen Erwartung abzuweichen, sein entwickeltes Fahrzeug an Verbraucher zu vermarkten, und zielt stattdessen auf Flotten von Strafverfolgungsbehörden ab.[99] Das EcoCar3-Team wird vier Jahre Zeit haben (2014–18), um einen Chevy Camaro neu zu entwerfen und zu überarbeiten, um den Energieverbrauch und die Treibhausgasemissionen des Fahrzeugs zu reduzieren und gleichzeitig die Akzeptanz der Verbraucher, die Leistung, den Nutzen und die Sicherheit zu erhalten. Am Ende der vier Jahre werden die von den Studenten gebauten Fahrzeuge an einem Straßenrennen teilnehmen, bei dem die Anforderungen an das Fahrzeug, die Zuverlässigkeit und die Sicherheit erhöht werden.

### AVTC-Wettbewerbe
Im August 2006 war die Cal State LA die erste Universität westlich des Mississippi und die zweite insgesamt, der ein erfolgreicher Flug mit Brennstoffzellenantrieb gelang. Das unbemannte Luftfahrzeug wurde von einem Team von Maschinenbaustudenten entwickelt, die im Multidisciplinary Flight dynamics and Control Laboratory (MFDCLab) der Cal State LA arbeiteten.

## Programme

### Early Entrance Program
Das Early Entrance Program (EEP) ist ein Programm für den frühzeitigen College-Zugang für Hochbegabte im Mittelschul- und High-School-Alter. Das einzigartige Bildungsprogramm ist speziell darauf ausgerichtet, jungen, hochbegabten Schülern die Möglichkeit zu geben, sich als Vollzeitstudenten am College einzuschreiben. Das Early Entrance Program wurde 1982 an der California State University, Los Angeles, eingerichtet. Das Programm bietet qualifizierten Schülern im Alter von 12 Jahren die Möglichkeit, sich auf Universitätsebene zu profilieren. Das Programm unterhält eine Gruppe von etwa 130 hochbegabten Vollzeitstudenten im Teenageralter, die als „EEPsters“ bekannt sind. Jedes Jahr bewerben sich etwa 100 akademisch begabte Schüler aus den gesamten Vereinigten Staaten für das EEP, von denen etwa 30 zugelassen werden. Die Schüler müssen eine Mindestpunktzahl von 550 im evidenzbasierten Lese- und Schreibteil und 570 im Mathematikteil des SAT oder mindestens eine 22 in Englisch und eine 23 in Mathematik im ACT erreichen. Nach einem Vorgespräch mit dem EEP-Direktor müssen sich die angehenden Schüler vor der endgültigen Zulassung auch einer strengen Bewertungsphase unterziehen, die als Provisional Quarter (oder „Provie Summer“) bezeichnet wird.

### Forensische Wissenschaften
Das wachsende forensische Wissenschaftsprogramm der Cal State LA ist seit der Gründung der Schule Teil des Lehrplans der Universität. Es beherbergt eines der wenigen und das am längsten bestehende Graduiertenprogramm für Strafjustiz und Kriminalistik westlich des Mississippi, das sich im neuen Los Angeles Regional Crime Lab befindet. Das neue Hertzberg-Davis Forensic Science Center, das am 11. Mai 2007 eingeweiht wurde, beherbergt die Scientific Investigation Division des LAPD, das Scientific Services Bureau des L.A. County Sheriff's Department und die Cal State LA Criminal Justice and Criminalistics Programme.

### Meeresbodentechnik
Die Cal State LA verfügt auch über ein umfassendes Programm für den Meeresboden. Die Forschung wird im Naval Facilities Engineering Service Center in Port Hueneme, Kalifornien, durchgeführt.[107] Im Jahr 2003 erhielt die Cal State LA unter der Leitung von Bauingenieur-Professor Mark Tufenkjian mehr als eine halbe Million Dollar an Fördergeldern. Der Zuschuss in Höhe von 594.253 Dollar ist der größte, den das Department of Civil Engineering der Cal State LA jemals erhalten hat.

### Cal State LA Experiential Learning
Das auf dem Campus verkaufte Cal State LA Quellwasser (Flaschenwasser) ist das Ergebnis einer Partnerschaft zwischen der Universitätsverwaltung und dem College of Business and Economics. Die beiden Bereiche der Universität arbeiteten zusammen, um ein Produkt zu entwickeln, das für die Studentenschaft attraktiv und erschwinglich ist. Die Hochschule hat „erfahrungsbezogene“ Lernprojekte entwickelt, an denen die Studenten in ihren letzten Schuljahren teilnehmen. Weitere Projekte waren das Volunteer Income Tax Assistance Program, bei dem Studenten Steuererklärungen für kleine Unternehmen und einkommensschwache Gemeindemitglieder ausfüllen, Marketing- und Standortauswahlforschung für die Rocky Mountain Chocolate Factory und eine Fallstudie für American Apparel.